# Craig Hinchcliffe
Craig Peter Hinchcliffe (Glasgow, 5 de maio de 1972) é um futebolista escocês, que atua no Patrick Thistle. Atua como goleiro, e também é o treinador de goleiros da equipe.

## Carreira
Hinchcliffe comçou a carreira em 1991, no Albion Rovers, tendo disputado um único jogo. Depois disso, ele foi contratado para atuar pelo Elgin City. 
Voltou em 1995, para jogar no Arbroath, onde se destacou. Jogou ainda por St. Mirren e Queen of the South (por empréstimo) até assinar contrato com o Partick Thiste, em 2007, exercendo a dupla-função de jogador e treinador de goleiros da agremiação dos arredores de Glasgow.

## Seleção escocesa
Hinchcliffe nunca foi convocado para defender a Seleção Escocesa. Era cogitado para ser o terceiro goleiro na Eurocopa de 1996 ou na Copa de 1998, os últimos torneios disputados pela equipe azul, mas tudo não passou de especulação.

## Prêmios
Nenhum.